# Spermacoce lagunensis
Spermacoce lagunensis là một loài thực vật có hoa trong họ Thiến thảo. Loài này được (M.E.Jones) Govaerts miêu tả khoa học đầu tiên năm 1996.